# Бернацкая, Вероника Васильевна
Вероника Васильевна Бернацкая (род. 7 августа 1992, Бишкек) — киргизская футболистка и судья.

## Биография
Окончила Кыргызскую государственную академию физической культуры и спорта по специальности «педагог по физической культуре» (2017). Является тренером по легкой атлетике в Кыргызско-Российском Славянском университете имени Бориса Ельцина.
Выступала за футбольную команду «Азалия» и сборную Кыргызстана. Тренировалась под руководством Гульбары Уматалиевы. Лучшая защитница Кубка Надежды 2012 года.
Впоследствии начала заниматься судейской деятельностью. Обслуживала матчи мужского чемпионата Кыргызстана по футболу. В 2017 году впервые получила «значок ФИФА».
На международном уровне работала на таких турнирах как женский клубный чемпионат Азии 2022 и 2023, женский чемпионат Восточной Азии 2022, Азиатские игры 2022, женский Кубок Азии до 17 лет 2024.
По итогам 2023 года была удостоена награды «Гордость кыргызского футбола» от Кыргызского футбольного союза.
В 2024 году получила приглашение судить Олимпийские игры в Париже и женский чемпионат мира для футболисток до 20 лет в Колумбии.